# Long Ke Wan
Long Ke Wan (kinesiska: 浪茹灣, 浪茹湾) är en vik i Hongkong (Kina). Den ligger i den nordöstra delen av Hongkong. Long Ke Wan ligger vid sjön High Island Reservoir.